# Proyector cinematográfico

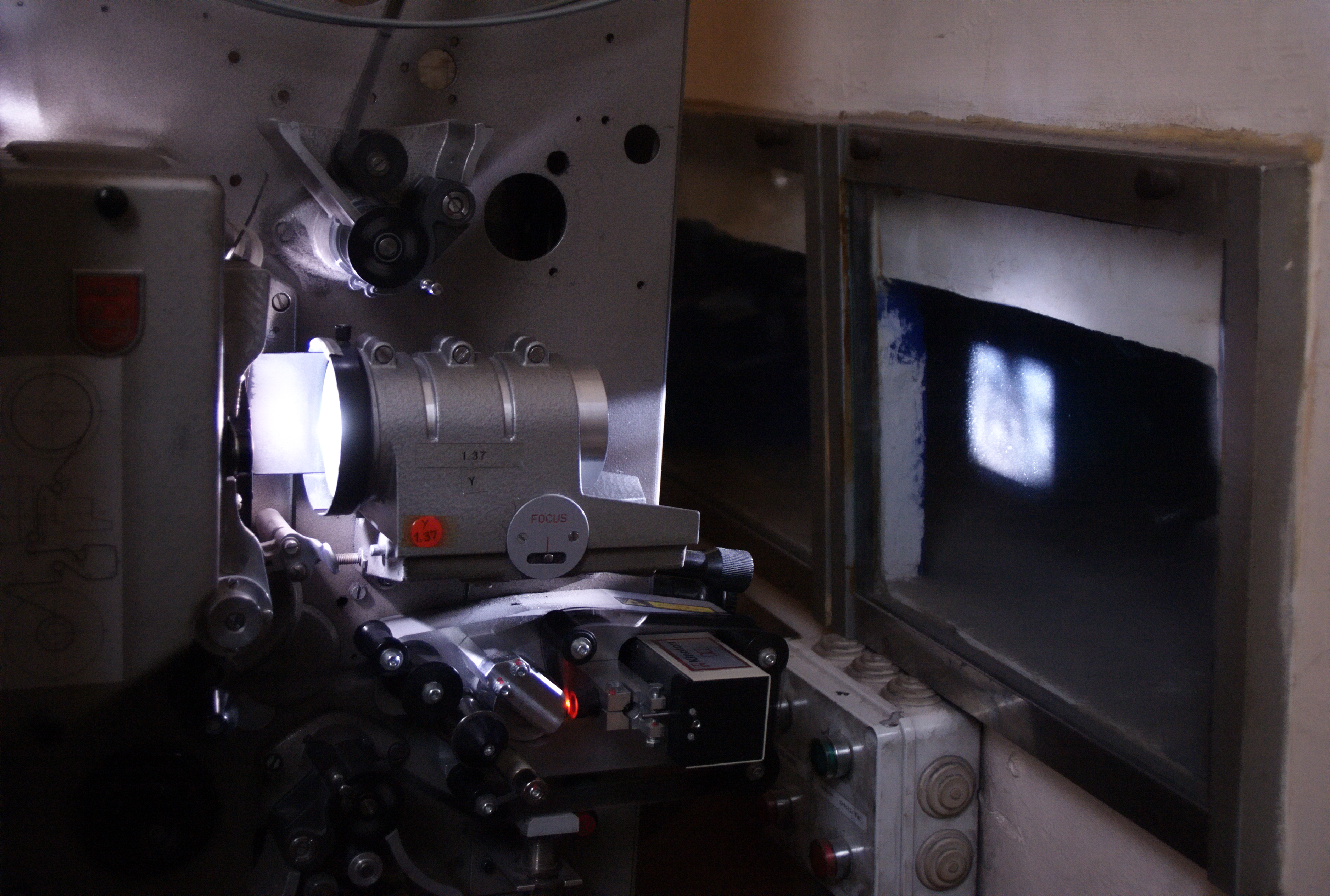
Proyector de 35 mm en acción.

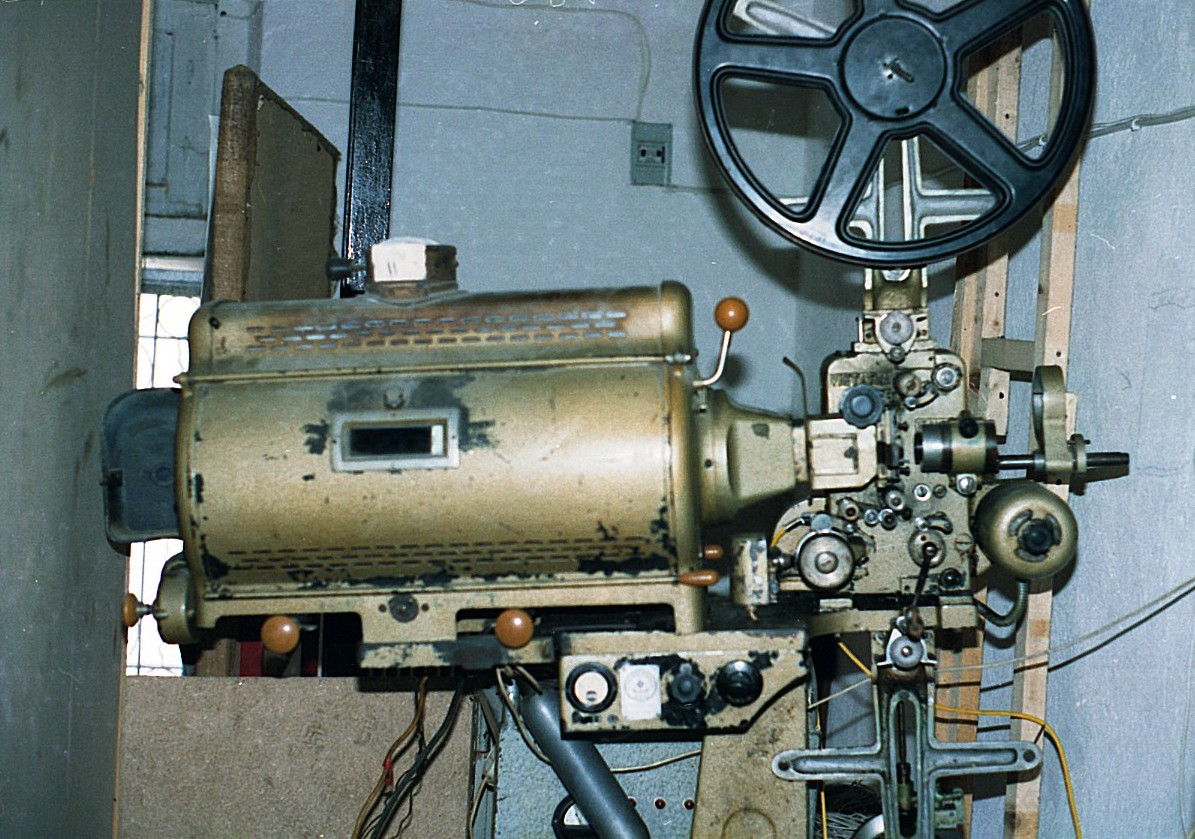
Proyector de 35 mm.

Un proyector cinematográfico es un dispositivo opto-mecánico empleado para mostrar películas al proyectarlas en una pantalla. La mayoría de los componentes ópticos y mecánicos, excepto a los concernientes a la iluminación y al sonido, están también presentes en las cámaras cinematográficas.
La máquina proyecta, a intervalos regulares de pocas centésimas de segundo, un haz de luz sobre los fotogramas de una película; ese haz de luz viene aumentado e invertido por una lente que enfoca la imagen resultante sobre una pantalla.
El cinematógrafo fue patentado en febrero de 1894 por los hermanos Lumière y las primeras exhibiciones públicas se realizaron en 1895. En la actualidad existen "proyectores cinematográficos digitales" que proyectan una imagen generada por medios digitales, sin hacer uso de una película, pero sí del haz de luz y de las lentes.

## Historia

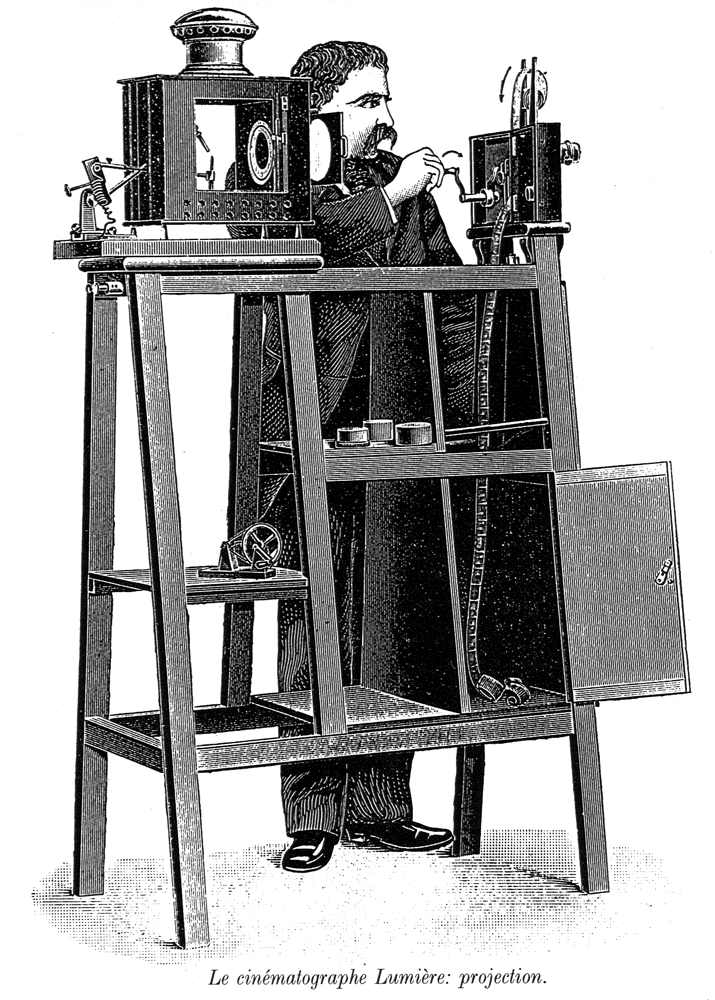
El cinematógrafo Lumière en modo proyección.

Simulación de una coz en un zoopraxiscopio

El primer proyector de cine fue el de zoopraxiscopio, inventado por el fotógrafo británico Eadweard Muybridge en 1879.  El zoopraxiscope proyecta las imágenes desde discos de vidrio que giran en rápida sucesión para dar la impresión de movimiento. Las imágenes detenidas se pintaron en el cristal inicialmente, como siluetas. Una segunda serie de discos, realizada en 1892–1895, utilizó un conjunto de dibujos impresos en discos fotográficos, luego coloreados a manos.
Un proyector de películas más sofisticado fue inventado por el francés Louis Le Prince  mientras trabajaba en Leeds. En 1888 Le Prince sacó una patente para un dispositivo de 16 lentes que combina una cámara de imágenes en movimiento con un proyector. En 1888, utilizó una versión actualizada de su cámara para filmar la primera película de la historia, la Roundhay Garden Scene ([escena del jardín de Roundhay]). Las imágenes fueron exhibidas en forma privada en Hunslet.
Los hermanos Lumière inventaron el primer proyector de películas de éxito. Hicieron su primera película, La Sortie de l'usine Lumière à Lyon, en 1894, que se proyectó públicamente en L'Eden, La Ciotat, un año más tarde. La primera proyección comercial pública de películas cinematográficas tuvo lugar en París el 28 de diciembre de 1895. El cinematógrafo también se exhibió en la Exposición de París de 1900. En la exposición, las películas hechas por los hermanos Lumière fueron proyectadas en una gran pantalla que medía 16 por 21 metros.

## Fisiología y uso
De acuerdo con la teoría de la persistencia retiniana, el proceso perceptual del cerebro y la retina del ojo humano retiene una imagen durante un breve lapso de tiempo. Esta teoría es la explicación de la ilusión de movimiento que se produce cuando una serie de imágenes se muestran en rápida sucesión, en lugar de percibir cada imagen individual de la serie.
La persistencia de la visión debería compararse con el fenómeno relacionado del Movimiento beta y el Fenómeno phi. Una parte crítica de la comprensión del fenómeno de la percepción visual es que el ojo no es una cámara, es decir, que no hay "imágenes por segundo" en el ojo. En lugar de eso, el sistema ojo/cerebro tiene una combinación de detectores de movimiento, detectores de detalle y detectores de patrones, cuyos resultados se combinan para crear la experiencia visual.
La frecuencia a la que el cambio de imágenes se vuelve invisible depende del nivel de iluminación. Generalmente, 16 imágenes por segundo (o, del inglés, frames per second: fps) se considera la frecuencia más baja a la que el movimiento continuo es percibido por los humanos. (Es interesante destacar que este umbral varía entre las diferentes especies; una proporción mayor de bastones en la retína tienen como consecuencia una frecuencia umbral mayor).
Es posible apreciar el espacio entre imágenes cerrando y abriendo los ojos rápidamente. Si se hace suficientemente rápido, en algún momento se atrapará la transición. Esto no funcionará con la televisión debido a la persistencia del fósforo ni con los proyectores LCD o DLP debido a la continuidad de la imagen, aunque algunas tecnologías digitales de proyección pueden dejar ver artefactos.
Desde el nacimiento del cine sonoro, casi todos los proyectores de cine comerciales proyectan a una frecuencia de 24 imágenes por segundo. Esta velocidad se eligió por razones financieras y técnicas: era la frecuencia más baja (por lo que requería menor cantidad de película) a la que se podía realizar una reproducción y amplificación del sonido satisfactorias. Hay sin embargo algunos formatos especiales como Showscan o Maxivisión que proyectan a frecuencias más altas, a menudo 48 imágenes por segundo.
Las películas mudas normalmente no se proyectaban a velocidades constantes , sino que variaban durante la proyección a discreción del proyeccionista, a menudo de acuerdo con notas proporcionadas por el distribuidor.
En España, uno de los prinpales fabricantes de proyectores cinematográficos fue la empresa Ossa de Barcelona, asimismo conocida como marca de motocicletas.

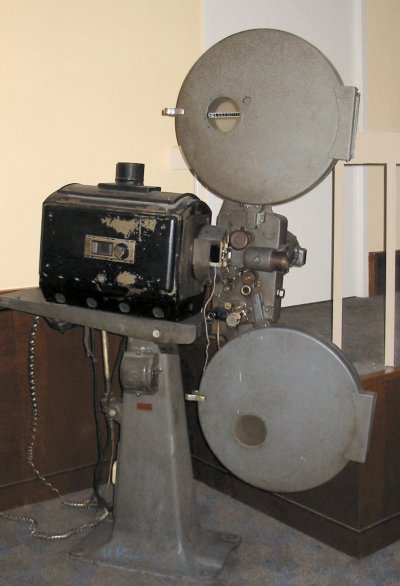
Viejo proyector cinematográfico Philips IV/3600 (1936).

## Proyector de cine "Victoria 5"
Este modelo de proyector cinematográfico es de la marca italiana Cinemeccanica, uno de los más utilizados en las cabinas de cine actuales junto con Christie, Kinoton, Prevost, etc. Desarrollado en los años 70 del siglo XX destaca por ser un equipo muy flexible, simple y fiable que puede montar lámparas de 500 a 10.000W y recibir bobinas de 1.800 o 3.000m contando, además con un amplio número de opciones y de accesorios. El equipo se divide principalmente en tres partes importantes:
- Una es la bancada donde se encuentra toda la parte eléctrica que lo hace funcionar. A veces no se considera como parte del proyector, ya que es un conjunto de circuitos

- La otra parte es la lámpara, más conocida en el lenguaje profesional como "linterna"; ésta es un habitáculo donde se encuentra colocada una lámpara de xenón. Este habitáculo está equipado con un sistema de ventilación para el correcto enfriamiento de la lámpara. En caso de que contengan lámparas de 6.000W también poseen juego de cristales anticalóricos para evitar que la luz queme la película y además tienen un sistema de refrigeración por agua para la zona donde pasa la película (los patines).

- La tercera parte es la más importante, porque en ella se incluyen:

1. El crono, que es un conjunto de rodillos dentados por donde la película pasa a una velocidad de 24 fotogramas por segundo.
2. También contiene el obturador; es una pieza fundamental que coordina el paso de un fotograma a otro con la luz, ocultando la unión entre uno y otro, creando así el efecto del movimiento en la pantalla.
3. La otra parte importante es la torreta, que es la que tiene la lente que amplía la imagen que se proyecta cuando el haz de luz pasa a través del fotograma. En este modelo la torreta consta de dos lentes: una para el formato panorámico y otra para el formato scope.

## Proyector de cine digital
El cine y la televisión siempre han estado en disputa desde que los televisores llegaron a los hogares en los años 1940 y 1950. Se puede decir que por esta razón el cine cambió su proporción (fullscreen a widescreen) con el propósito de atraer espectadores. Sin embargo la televisión tuvo tanto éxito que obligó a las casas peliculeras a reinventarse para que así la gente se moviera a los cines en lugar de quedarse en sus hogares. Por esta y otras razones surgió la proyección digital. 
El proyector digital usa la tecnología DLP basada en espejos que se mueven reflejando la luz con diferente intensidad y color. Los proyectores que se están instalando en todo el mundo son de 2K (2048 x 1080), aunque también hay de 4k (4096 x 2160)  en desarrollo. La calidad del cine analógico en soporte 35mm sería aproximadamente de 8k, por lo que el digital no llega a equiparársele, aunque tiene otras ventajas como la calidad de la proyección no se ve deteriorada con el tiempo, no se raya, tiene mejor brillo y tiene la posibilidad de proyectar contenidos de TV, DVD, HD DVD, así como la posibilidad de la proyección en 3D, al ser instalados sistemas de filtros de polarización de imagen, como RealD 3D, Dolby3D, o XpanD, entre otros.
Para proyectar contenido digital los proyectores reciben la señal de un servidor o SMS (Screen Management System), el cual es una computadora a la cual se le ingestan los DCP (digital cinema package) que son los spots, tráileres o películas, o bien pueden recibir la señal desde un DVD, Blu-ray, HD-Cam, etc.
Las normas internacionales que regulan este sistema son DHI. Las marcas de proyectores digitales más avanzadas son Barco, Christie, Cinemecánica, Kinoton, Sony, Victor Company of Japan, y utilizan tecnología de Texas Instruments.

### Texas Instruments

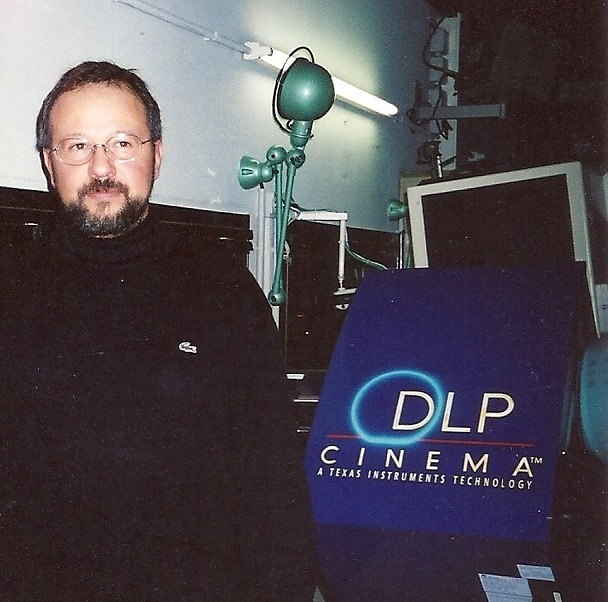
DLP Cinema (Proyector, Texas Instruments, 2000).

Cada sistema de proyección de TI posee un semiconductor óptico o chip DMD. Cada uno de estos dispositivos contiene una colección de aproximadamente 2.2 millones de microespejos montados individualmente en pequeñas bisagras con una inclinación de ±10°. Esta inclinación permite enfrentarse o cubrirse con sombra de la fuente de luz con lo que se obtiene un píxel luminoso u oscuro sobre la superficie proyectada. Como resultado, cada espejo microscópico le corresponde un píxel de la imagen sobre la pantalla. Los proyectores de cine digital están equipados con tres dispositivos, cada uno de los cuales se dedica a un color primario. El haz de luz se descompone en tres haces al atravesar un prisma que lo descompone en rojo, verde y azul. Esta luz coloreada vuelve a combinarse a su paso por la lente de proyección para formar la imagen en pantalla. La combinación de estos chips permite alcanzar una gama de 35 trillones de colores.
Philippe Binant realizó, 2000, la primera proyección de cine numérico público de Europa, fundada sobre la aplicación de un MEMS desarrollado por Texas Instruments.

### Victor Company of Japan
JVC desarrolló la tecnología Liquid Crystal On Silicon (LCOS), compuesta por cristales líquidos reflectantes que se abren y se cierran reflejando o bloqueando la fuente de luz. Los proyectores para la exhibición cinematográfica utilizan tres dispositivos que modulan la luz en los canales rojo, verde y azul. La luz se reparte en estos componentes y se proyecta de forma simultánea sobre la pantalla. El objetivo de JVC nunca ha sido la proyección de cine digital. Sin embargo, la compañía ha desarrollado algunos proyectores de alta definición con calidad apta para la sala y ha cedido la tecnología a la empresa Kodak para que la incorpore en sus proyectores.

### Sony
En 2003 Sony comienza a experimentar en el área de la proyección digital con la tecnología SXRD. Ésta se basa en el cristal líquido de silicona, empleado también por JVC, pero con la diferencia que incorpora la variación de materiales Liquid Crystal Alignment Vertically. Con este sistema, las moléculas quedan alineadas verticalmente al substrato de la celda que está siendo usada, con lo que se obtiene una buena circulación de voltaje y alta calidad de las propiedades ópticas. Sony incorpora como novedad la minimización del tamaño de cada píxel y del espacio entre ellos. Esta tecnología de Planarization Technology of Silicon Backplane se combina con un proceso de fabricación de la capa de alineación que establece una forma de montar las obleas enteras, uniformes, sin el uso de espaciadores. De esta forma, muchos paneles se crean inmediatamente al mismo tiempo. Este proceso ha reducido la penetración de polvo al mismo tiempo que mejora la calidad de imagen. De hecho, el SXRD es la mayor promesa de calidad hasta el momento, con una resolución de 4096 x 2160 píxeles y un contraste de 3000:1.

## Principios del funcionamiento del proyector

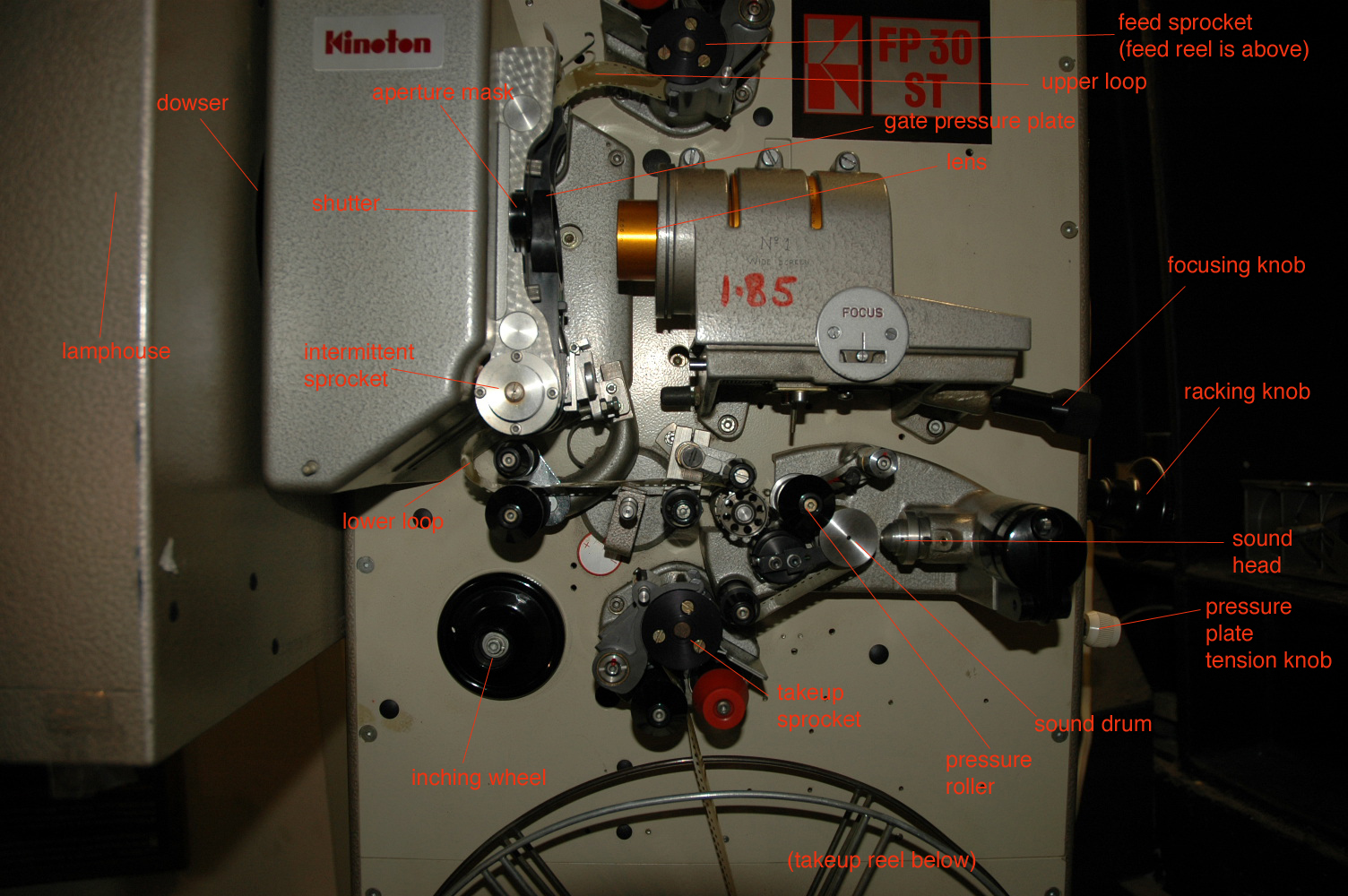
35mm Kinoton FP30; película de S; proyector, con partes etiquetadas.

### Sistemas de proyección
La funcionalidad del sistema de proyección se categoriza de tres distintas maneras; D-cinema o Cine Digital abarca la exhibición tradicional de películas pero transportadas al sistema digital. La calidad pretende ser mayor a la de 35 mm. El sistema de presentación debe estar diseñado específicamente para uso cinematográfico. A-cinema o contenido alternativo es el material que no representa un largometraje. Como el sistema de proyección no necesariamente tiene que estar diseñado para la proyección de películas, el equipamiento es más económico, pero de igual calidad. Por último, está la categoría de Pre-Show y Publicidad, donde se utiliza equipamiento de baja calidad para presentaciones de publicidad (cortos).

### Elementos de la proyección
Igual que en un proyector de diapositivas, en el proyector cinematográfico hay elementos ópticos esenciales:

#### Fuente de luz
La fuente de luz es un elemento imprescindible y de gran importancia para la calidad final de la proyección, y siempre ha sido muy necesario que la luz sea de gran potencia, puesto que tiene que atravesar varias capas hasta llegar al último elemento donde se proyecta.

#### Lámpara de arco de carbono
Desde principios del siglo XX hasta los 1960s, las lámparas de arco de carbono eran la fuente de luz de casi todos los cines del mundo. El concepto de lámpara de arco de carbono fue demostrado por primera vez a principios del siglo XIX. Una lámpara de arco produce luz a partir de un arco eléctrico (o arco voltaico) que se crea cuando se ioniza un gas. La luz que produce esta es muy intensa, pero no puede estarse encendida por mucho tiempo, por eso se acabó sustituyendo por las lámparas de xenón.

#### Lámpara de xenón
Las lámparas de xenón producen luz en base de pasar electricidad por gas de xenón ionizado a alta presión. Fueron introducidas en Alemania el año 1957 y en los EE. UU. el 1963. Las lámparas de xenón acontecieron la fuente de luz más común, puesto que podían estar encendidas por largos periodos de tiempos. Las lámparas de arco de xenón son ampliamente utilizadas en los proyectores de cine u otros sistemas de proyección de alta brillantez y, por mucho que se estén introduciendo nuevos tipos de iluminación, todavía son la tecnología de iluminación dominante. Fue la iluminación que se utilizó desde el principio en los proyectores de cine digital.
Las ventajas de las lámparas de xenón son que, la encendida es muy rápida; un espectro de colores amplio y distribuido de forma uniforme, que se ajusta bien a la luz solar natural. Y es la tecnología de luces más brillante disponible actualmente. El inconveniente es que el xenón tiene una vida útil corta y es caro; además que si se tiene que hacer una reparación, se tiene que tener mucho cuidado, puesto que el gas de xenón está a una presión muy alta dentro de la lámpara y tiene un alto riesgo de explosión. Comparando las lámparas de xenón con los otros sistemas de iluminación de cine digital, son las menos eficientes eléctricamente y necesitan un alto nivel de refrigeración por aire forzado, lo cual consume energía adicional.

#### Lámpara de halogenuro metálico
La lámpara de halogenuro metálico es una tecnología que fue desarrollada en los 60. Es una lámpara eléctrica que produce luz a partir de un arco eléctrico a través de un mix de gaseoso de mercurio evaporizado y halogenuros metálicos. Se los denominaba lámparas de vapor de mercurio y fueron ampliamente utilizadas en la proyección, antes de que se reemplazaran por las lámparas UHP. Tienen una vida útil de 3.000 horas.

#### Lámparas UHD
Las lámparas UHD son lámparas de arco de mercurio a alta presión. No es una lámpara de halogenuro metálico, puesto que solo usa mercurio. Se pueden utilizar en configuraciones de una sola lámpara o en proyectores con hasta 6 lámparas, para aumentar la brillantez. Pueden funcionar hasta 5.000 horas, pero su vida útil normalmente es de 2.000 horas. La lámpara requiere un cierto tiempo de calentamiento, y tienen una distribución bastante pobre de la energía en su espectro de color. Está ampliamente distribuida, pero de forma desigual.

#### Lámparas LED
Las lámparas LED son una fuente de luz semiconductora. Cuando se aplica el voltaje, la energía sale en forma de fotones; efecto llamado electroluminiscencia. Sus ventajas son que tiene una vida considerablemente larga, una medida pequeña, una rápida encendida y apagón, y un consumo de energía bajo. La principal desventaja es que tradicionalmente tiene un nivel muy bajo de brillantez.
Al utilizarse las lámparas LED en los sistemas de proyección DLP, se hizo posible que los fabricantes de los proyectores eliminaran las ruedas de color, eliminando así una debilidad de los proyectores DLP de un chip.

#### Fósforo láser
Una de las tecnologías de iluminación más común y rentable de la actualidad es el fósforo láser, y la gran mayoría de fabricantes de proyectores han lanzado proyectores de fósforo láser. Esta tecnología se basa en la combinación de láseres azules de bajo coste con fósforos de cerámica para generar el rojo, el verde y el azul. Están diseñados con un cúmulo de láseres azules, donde el rojo y el verde están creados a partir del fósforo amarillo; o viceversa (con láser rojo y azul, y fósforo amarillo o verde). Los primeros proyectores lanzados al mercado con fósforo láser tenían aproximadamente 6 o 7000 lúmenes, pero esto, actualmente, se ha aumentado hasta 55.000 lúmenes.
Las principales ventajas de los proyectores de fósforo láser son; la larga duración de su vida útil, que es de 20.000 horas; la posibilidad de una instalación de 360 grados; necesitan menos mantenimiento; flexibilidad de instalación (puesto que no dispone de lámpara, los proyectores se pueden montar en cualquier orientación que se requiera); entre otras.

#### Láser RGB
Las luces de láser RGB, evitan el uso de fósforos, para crear luz blanca, y consiguen una amplia gama de colores. En este tipo de luces, la luz blanca está totalmente creada a partir de diodos láser; lo cual ha permitido, a la mayoría de fabricantes de proyectores, llegar a proyectores de 60.000 lúmenes. Desde la creación de la primera luz visible láser en los 60, los proyectores de láser RGB, fueron anticipados impacientemente. A los 70, aparecieron proyectores que utilizaban láser para crear directamente imágenes caligráficas (vectores), que se solían usar en espectáculos de luz láser en los planetarios. Ha sido recientemente que se ha empezado a utilizar esta tecnología en los proyectores de cine. Y se ha conseguido que los costes se hayan reducido considerablemente. Uno de sus principales ventajas es el nivel tan bajo de alcance que tienen, ya que permite emplazar grandes números de aparatos en paralelo. Esto ha permitido doblar la brillantez de los proyectores de luz de xenón. Además, la iluminación láser ha permitido la reintroducción de la tecnología 3D al cine.

#### Reflector y lente de condensador
Un reflector torcido redirige la luz, que sería malgastada, hacia la lente de condensador. Una lente de curvatura positiva concentra la luz reflejada y la dirige hacia la puerta de la película. 

#### Doser (dosificador)
El doser es una hoja de metal o amianto, que apaga la luz antes de que esta llegue a la película. El doser, generalmente, forma parte de la lámpara, y se puede operar manualmente o automáticamente. Algunos proyectores tienen un segundo doser, controlado eléctricamente, que se utiliza para los cambios (a veces denominado "doser conmutador" o "obturador de cambio"). Y, algunos proyectores tienen un tercer doser, controlado mecánicamente, que se cierra automáticamente cuando el proyector se retarda (llamada "obturador de fuego" o "doser de fuego"), que sirve para proteger a la película, si el proyector se para cuando el primer doser todavía está abierto. Los dosers protegen la película cuando la lámpara está encendida pero la película no se mueve, evitando que la película se funda debido a una exposición prolongada al calor directo de la lámpara. También impide que la lente se cicatrice o se agriete por el calor excesivo. 

#### Adelanto de los fotogramas y puerta del film
Si se pasa continuamente un rollo de película entre la fuente de luz y la lente del proyector, en la pantalla solo se vería una serie continuada de imágenes borrosas, que se deslizarían de un extremo al otro. Para ver una imagen clara aparentemente en movimiento, hay que parar la película en movimiento y mantenerla brevemente, mientras el obturador se abre y se cierra. La puerta es el lugar donde se mantiene la película parada antes de la apertura del obturador. Este es el caso tanto para filmar, como para proyectar películas. Una única imagen de la serie de imágenes que incluye la película se posiciona y se mantiene fija dentro de la puerta. La puerta también proporciona una ligera fricción, para que la película no avance o retroceda, excepto cuando se conduce para avanzar la película a la siguiente imagen. El mecanismo intermitente hace avanzar la película dentro de la puerta al siguiente cuadro, mientras el obturador está cerrado. Los pins de registro impiden que la película avance mientras el obturador está abierto. En la mayoría de los casos, el registro del fotograma se puede ajustar manualmente por el proyector, i los proyectores más sofisticados, pueden mantener el registro automáticamente. 

#### Obturador

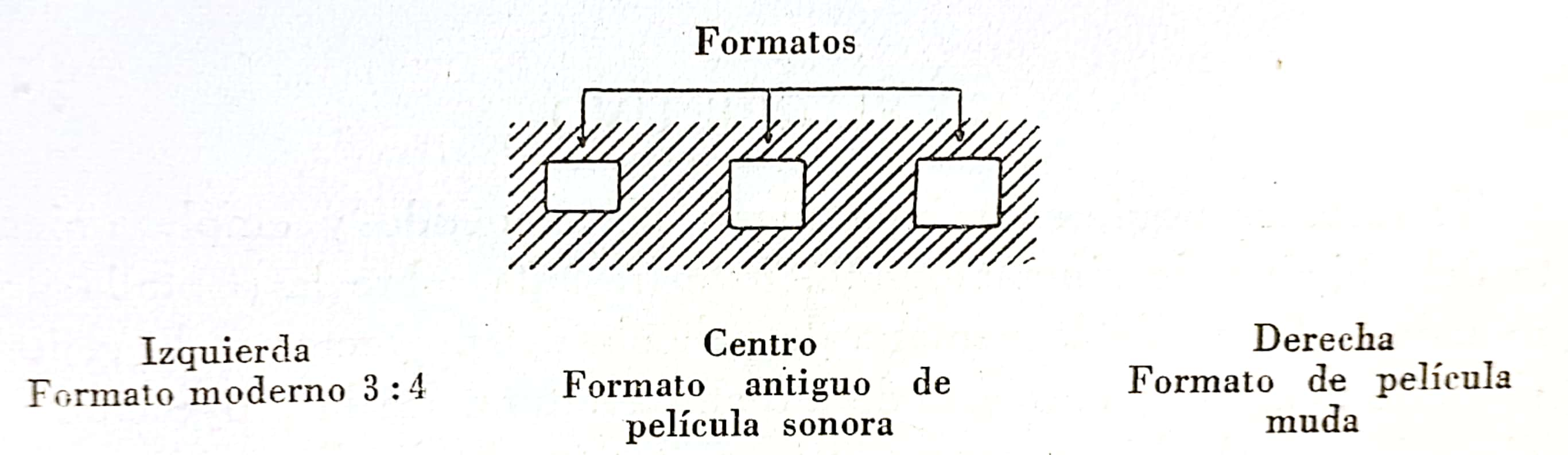
Muestra de tres formatos diferentes usados a lo largo de la historia. Entre ellos se encuentra la usada en el cine mudo, la actual y el formato antiguo para el cine sonoro.

Es el obturador el que da la ilusión que un fotograma completo se sustituye exactamente encima de otro fotograma completo. La puerta aguanta la película quieta mientras el obturador está abierto. Un pétalo giratorio o un obturador cilíndrico, interrumpe la luz emitida durante el tiempo en que la película avanza al siguiente fotograma. El espectador no ve la transición, lo cual lleva al cerebro a creer que, lo que se encuentra en la pantalla, es una imagen en movimiento. Los obturadores modernos están diseñados con una velocidad de parpadeo de dos veces (48 Hz) o, incluso, a veces, de tres veces (72 Hz) la velocidad del fotograma de la película, de forma que se reduce la percepción del destello de la pantalla. Los obturadores de mayor velocidad son menos eficientes en la luz, puesto que requieren fuentes de luz más potentes para la misma luz en la pantalla. 

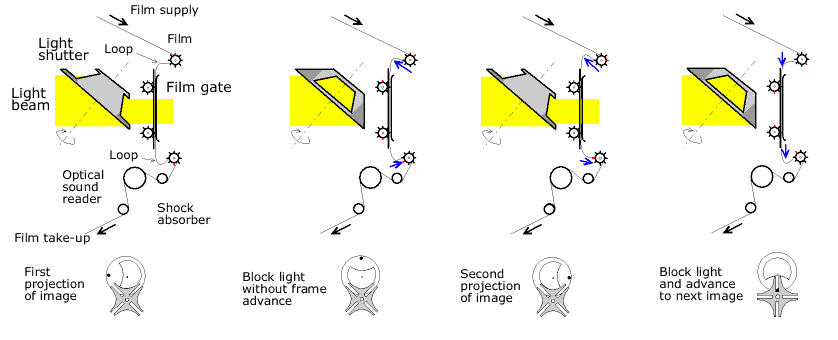
Secuencia mecánica cuando la imagen se muestra dos veces y después avanza. Las ruedas dentadas exteriores giran continuamente, mientras que las ruedas dentadas de avance del fotograma están controladas por el mecanismo mostrado: un accionamiento de Ginebra.

#### Ventana de película
La ventana o abertura de película es aquella que establece la forma total de la imagen luminosa que es proyectada en la pantalla. Esta es iluminada con el cono de luz durante el periodo en el que la cines se mantiene en reposo y oscurecida periódicamente debido al mecanismo del obturador.
Las dimensiones de la ventana de película están, actualmente, normalizadas y son de un tamaño máximo de 15,2 x 20,9 mm para el formato habitualmente usado, el de las películas sonoras, obteniendo un formato rectangular.
A lo largo de la historia se han usado formatos distintos. En el inicio del cine se usaba un formato más grande que el actual y únicamente era usado para cine mudo. A medida que las técnicas avanzaban y aparecía el cine sonoro, la abertura se modificó a un formato más cuadrado, disminuyendo el ancho en 3 mm, cuando anteriormente era de 23,8 mm. A pesar de que el formato cuadrado es el que más se acerca al actual debido a que se le daba uso con el cine sonoro, se consideraba que la ventana rectangular era más agradable a la vista por lo que se decidió una nueva modificación, suprimiendo así parte de su altura. La figura, y la ventanilla, disminuyó de tamaño pero esta fue aumentada nuevamente con el uso de un objetivo de distancia focal más corta estableciendo así el formato actual para película sonora. 
Por el camino, se construyeron placas de ventana de formato cuadrado y rectangular para aprovechar la ventana correspondiente a la figura de la película: pero, los marcos ampliados del nuevo formato eran visibles en el formato cuadrado perjudicando así la proyección.
Con el fin de solucionar el problema de la manera más adecuada se empleó el nuevo formato de ventana y de un nuevo objetivo, con lo que la dimensión de figura a través de la ventana se volvió a llevar a la antigua dimensión de la pantalla.

#### Lente de imágenes y apertura del plato

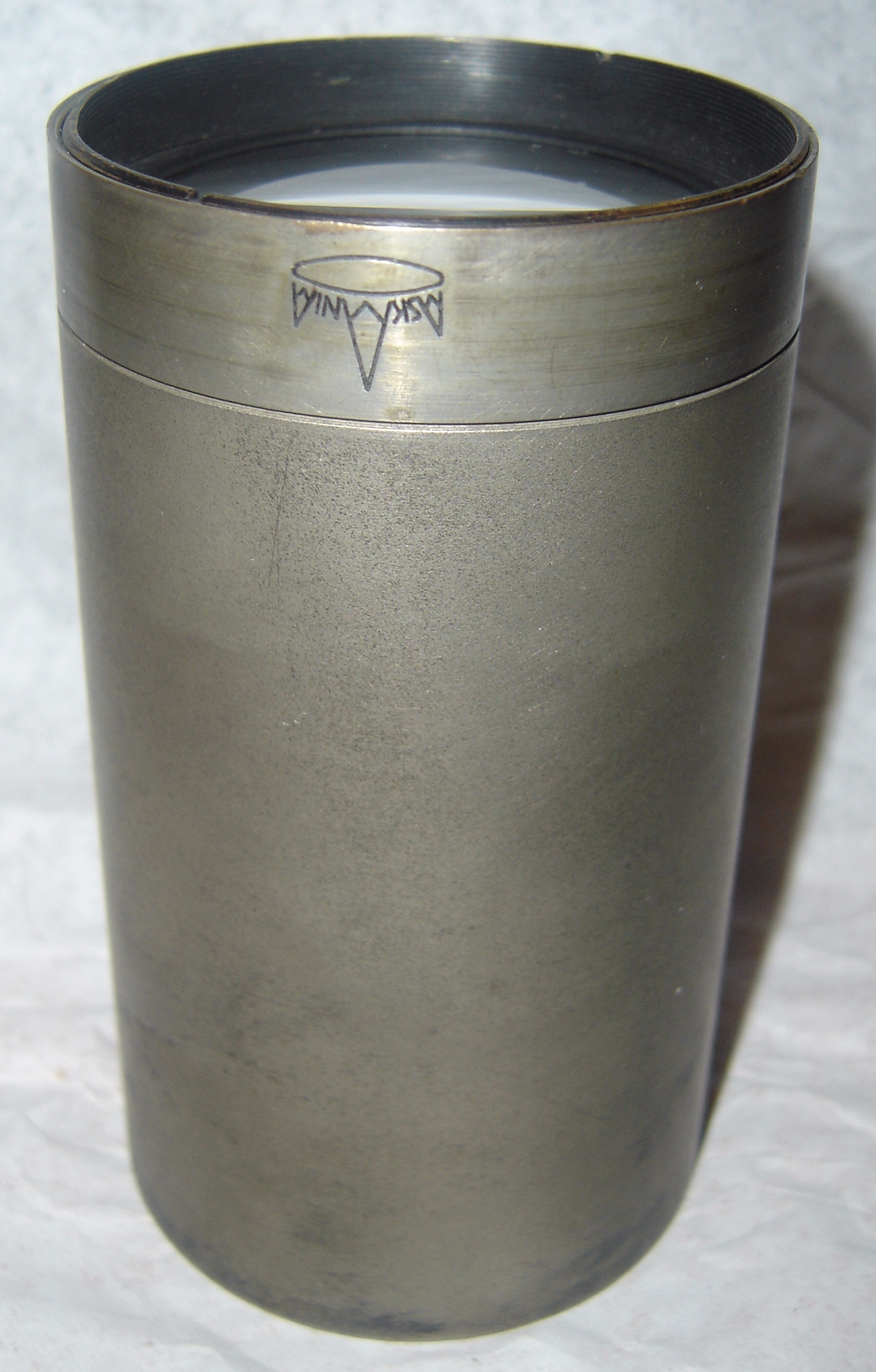
Lente de imagen Diastar de un proyector de película Askania 35 mm (longitud focal: 400 mm).

Un objetivo de proyección con múltiples elementos ópticos dirige la imagen de la película hacia una pantalla de visualización. Las lentes del proyector difieren entre la apertura y la distancia focal, para adaptarse a diferentes necesidades. Se utilizan diferentes lentes para relaciones de aspecto diferentes.
Una forma de establecer las relaciones de aspecto es con la placa de apertura adecuada; una pieza de metal con un agujero rectangular, cortado con precisión en medio de la relación de aspecto equivalente. La placa de apertura se coloca justo detrás de la puerta y esconde cualquier luz capaz de captar la imagen fuera de la zona destinada a mostrarse. Todas las películas, incluso las de la proporción estándar de la Academia, tienen una imagen adicional sobre el fotograma para ser enmascarada en la proyección.
El uso de una placa de apertura para conseguir una proporción de aspecto más amplia, es un derroche de película, puesto que una parte del marco estándar no se utiliza. Una de las soluciones que se presenta en determinadas relaciones de aspecto es el desplegable "2-perf", donde la película avanza menos de un fotograma completo para reducir el área no expuesta entre fotogramas. Este método requiere un mecanismo intermitente especial en todos los equipos de manipulación de películas durante todo el proceso de producción, desde la cámara hasta el proyector. Esto es costoso, y prohibitivo para algunos cines. El formato anamórfico utiliza ópticas especiales para trazar una imagen de alta relación de aspecto en un marco estándar de la Academia, eliminando así la necesidad de cambiar las costosas partes móviles de precisión de los mecanismos intermitentes. Para comprimir la imagen, se utiliza una lente anamórfica especial y una lente correspondiente al proyector, para ampliar la imagen a la proporción de aspecto prevista. 

#### Pantalla de visualización
Se trata, en la mayoría de los casos, de una superficie reflectante, que puede ser aluminizada (por contraste alto en luz de ambiente moderada), o bien una superficie blanca con pequeñas gotas de vidrio (para obtener una brillantez alta en condiciones oscuras). Se puede cambiar una pantalla de proyección entre opaca y clara mediante un voltaje seguro de menos de 36VCA, y se puede visualizar por las dos bandas. En un cine comercial, la pantalla también contiene millones de agujeros muy pequeños y espaciados, para permitir el paso del sonido de los altavoces y del subwoofer, que a menudo se encuentran directamente detrás.

### Elementos de transporte de la película

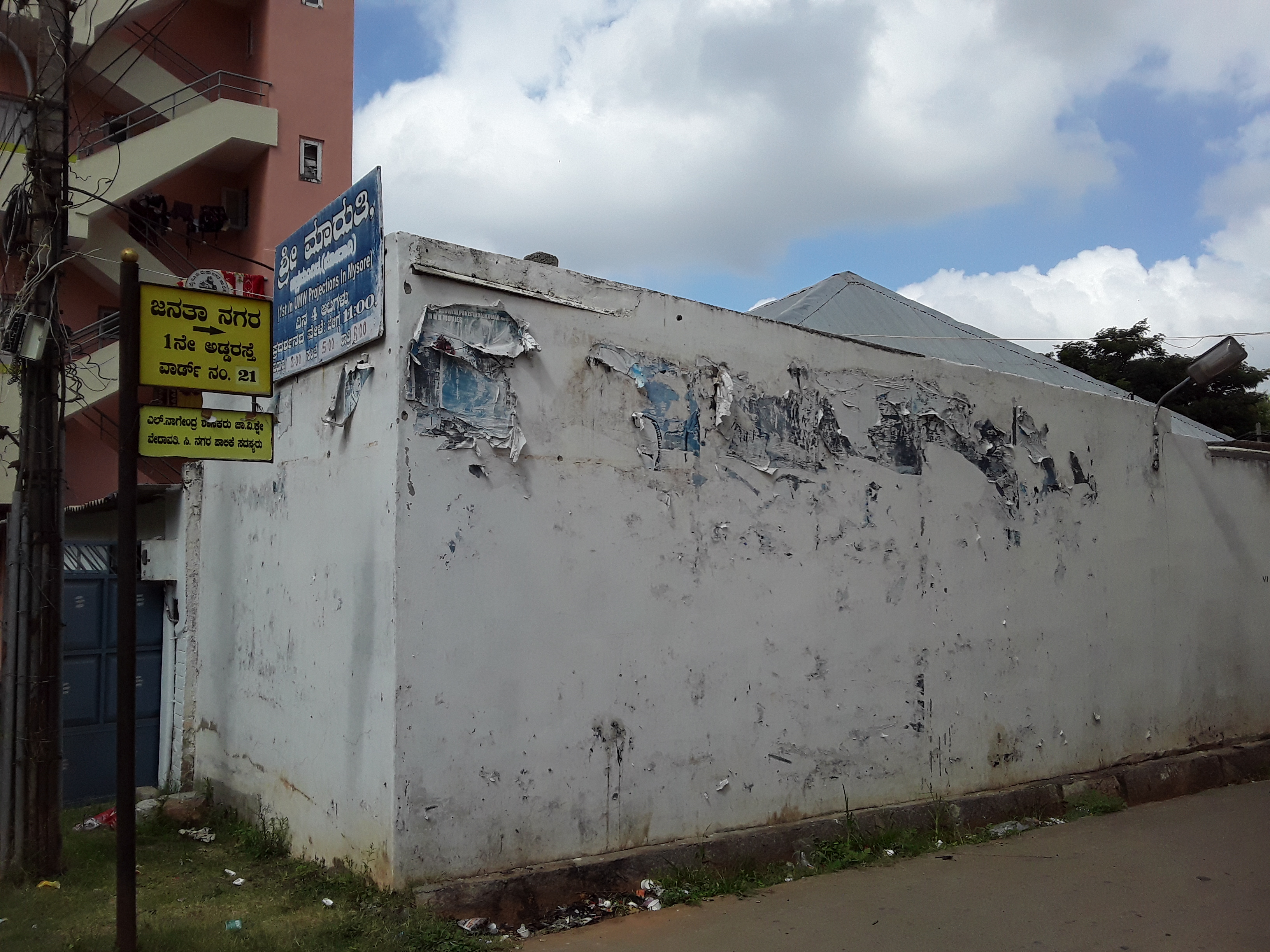
Proyector UMW basado en oldtime Mysore

#### Sistema de doble bobina
El proyector tiene dos bobinas: una es la bobina de alimentación, que contiene la parte de la película que no se ha mostrado, y la otra es el bobina de presa, que enrolla la película que se ha mostrado. La bobina de alimentación tiene un ligero arrastre para mantener la tensión sobre la película, mientras que la bobina de presa se acciona constantemente con un mecanismo que tiene “deslizamiento” mecánico, para permitir que la película se pueda enrollar bajo tensión constante y que la película sea herida de manera suave.
La película que se engancha a la bobina de presa se enrolla de forma que el inicio (o “cabeza”) de la bobina está en el centro, donde es inaccesible. Cuando cada bobina se saca del proyector, se tiene que volver a enganchar a otra vacía. En un cine hay a menudo una máquina separada para rebobinar bobinas. En los proyectores de 16mm, que se utilizaban a menudo en las escuelas e iglesias, el proyector se podía reconfigurar para rebobinar películas.
La medida de las bobinas puede variar en función de los proyectores, pero generalmente, las películas se dividen y se distribuyen en bobinas de hasta 610 metros, unos 22 minutos a 24 fotogramas por segundo. Algunos proyectores pueden, incluso, almacenar hasta 1600 metros, cosa que minimiza el número de cambios en la proyección. Algunos países también dividen las bobinas de sus filmes de manera diferente. Las películas rusas, por ejemplo, suelen venir en bobinas de 300m, a pesar de que es probable que la mayoría de los proyectistas que trabajen con cambio, lo combinen con bobinas más largas, de al menos 610 metros, para minimizar los cambios y también dar tiempo suficiente a la rosca y cualquier posible tiempo de resolución de problemas.
Las películas se identifican como "sujetos cortos", cuando toman una bobina o menos de película; "dos-bobinas", cuando requieren dos bobinas de película, y "films" (o "features", películas de longitud considerable), cuando pueden llevar cualquier bobina (a pesar de que la mayoría se limitan a una hora y media o dos horas de duración, cosa que permite al cine tener múltiples espectáculos durante todo el día y la noche, cada uno de ellos mostrando una función, anuncios y intermisiones, para permitir al público cambiar). En los "viejos tiempos" (es decir, hacia 1930-1960), "ir al cine" significaba ver un tema breve (un telediario, un documental corto, un "dos-bobinas", etc.). Algunos cines tenían anuncios basados en películas para los negocios locales, y el estado de Nueva Jersey requería mostrar un esquema del cine con todas las salidas.

#### Cambio
Como una bobina de película no contiene suficiente película para mostrar todo un film, la película se distribuye en varias bobinas. Para evitar tener que interrumpir el espectáculo, cuando se acaba una bobina y se monta la siguiente, se utilizan dos proyectores en el que se conoce como "sistema de cambio", después del mecanismo de cambio que funciona entre el final de una bobina del primer proyector y el inicio de la siguiente bobina del segundo proyector. El sistema de dos bobinas se utilizó casi de manera universal para las salas de cine antes de la llegada del sistema monocíclico, para poder mostrar películas de largometraje. A pesar de que los sistemas de reproducción larga de una sola bobina acostumbran a ser más populares entre los nuevos multiplexos, el sistema de dos bobinas sigue siendo muy útil hasta hoy.
El operador del proyector opera dos proyectores, iniciando la primera bobina del espectáculo en proyector "A." Mientras se muestra esta bobina, el proyector hila la segunda bobina en el proyector "B."
Cuando la bobina que se muestra se aproxima a su final, el proyectista busca marcas en el ángulo superior derecho de la imagen. Normalmente se trata de puntos o círculos, a pesar de que también pueden ser barras. Algunas películas más antiguas utilizaban ocasionalmente cuadrados o triángulos y, a veces, posicionaban las indicaciones en medio del borde derecho del cuadro.
El primer indicador aparece a 3'7 metros antes de finalizar el programa en la bobina, el equivalente a ocho segundos a 24 f/s. Esta pista indica al proyeccionista que tiene que arrancar el motor del proyector que contiene la siguiente. Al cabo de otros 3'2 metros de película mostrada (siete segundos a 24 f/s), tendría que aparecer la señal de cambio, cosa que hace que el proyectista realice el cambio. Cuando aparece esta segunda pista, el proyectista tiene 460 mm, o un segundo a 24 f/s, para hacer el cambio. Si no se produce en un segundo, se proyectará en la pantalla el final de la cola de la bobina.
3'6 metros antes del primer fotograma "de acción" de la película, hay un fotograma "INICIO". El proyeccionista sitúa el  "INICIO" en la puerta del proyector. Cuando se ve la primera parte de película, se pone en marcha el motor del primer proyector. Siete segundos después, el final del "INICIO" y el comienzo de la acción de la nueva bobina tendría que llegar a la puerta del proyector cuando se ve la pista de cambio.
En algunos proyectores, se avisaba al operador en el momento de hacer el cambio a través de una campana que sonaba cuando la rotación de la bobina excedía una determinada velocidad (la bobina de alimentación gira más rápidamente a medida que se agota la película), o en función del diámetro del resto de película, a pesar de que muchos proyectores no disponen de un sistema auditivo de este tipo.
Durante la operación inicial de cambio, los dos proyectores utilizan un control eléctrico interconectado, conectado al botón de cambio, de forma que, una vez pulsado el botón, se cierra el doser de cambio del proyector de salida, a la vez que el doser de cambio del proyector de entrada. Si se hace correctamente, el cambio tendría que ser prácticamente inadvertido por parte de la audiencia. En los cines más antiguos, había fundas correderas, que funcionaban manualmente ante las ventanas de la cabina de proyección. Un cambio en este sistema a menudo normalmente se ve como un "borrado" en pantalla.
Una vez realizado el cambio, el proyeccionista descarga la bobina de entrada completa del proyector "A", traslada la bobina ahora vacía (que solía mantener la película reciente descargada) del tornillo de alimentación al tornillo de adopción, y carga la bobina n.º 3 de la película en el proyector "A." Cuando finalice la bobina 2 del proyector "B", el cambio cambia el programa en directo del proyector "B" al proyector "A", etc. para el resto del espectáculo.
Cuando el proyeccionista saca una bobina acabada del proyector, se retiran las últimas partes de la película que se tienen que volver a fabricar antes del próximo espectáculo. El proyeccionista suele utilizar una máquina de rebobinado separada y una bobina vacía de repuesto, y rebobina la película de forma que quede "sin ninguno", con la parte de "INICIO" fuera, lista para ser proyectada de nuevo en el próximo espectáculo.
Una ventaja de este sistema (al menos para la dirección del cine) es que si un film se proyectaba con algunos minutos de retraso por cualquier motivo, el proyeccionista podía omitir una (o más) bobinas de película para recuperar el tiempo.

### Sistema de una sola bobina

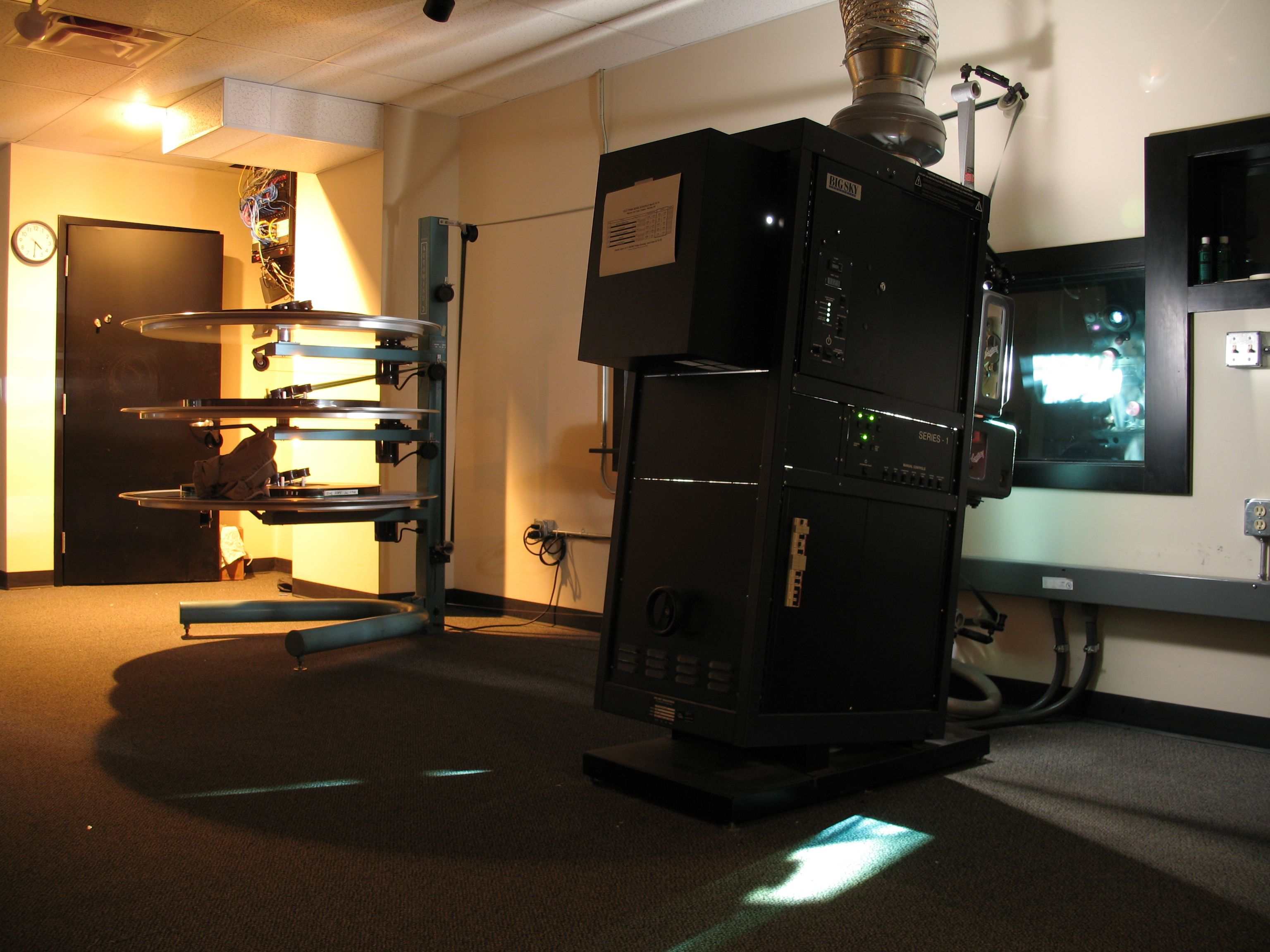
Plato Christie AW3, consuela BIG SKY Industries y proyector Century SANO.

Actualmente, hay dos sistemas de una sola bobina usados mayoritariamente (también conocidos como sistemas de juego largo): el sistema de torre (alimentación y presa vertical) y el sistema de placas (no rebobinado; alimentación y presa horizontal).
El sistema de la torre se asemeja bastante al sistema de dos bobinas, excepto en que, la torre, en general, es un equipamiento separado utilizado con un proyector estándar ligeramente modificado. Las bobinas de alimentación y presa se mantienen verticalmente en el eje, excepto detrás del proyector, en bobinas sobredimensionadas de 3.658 m de capacidad o aproximadamente 133 minutos a 24 f/s. Esta gran capacidad alivia la necesidad de un cambio en una película de longitud mediana; todas las bobinas se reparten en uno de gigante. La torre está diseñada con cuatro bobinas, dos a cada lado, cada una con su propio motor. De este modo, se puede rebobinar todo el bobinado después de mostrarlo; las dos bobinas adicionales que hay en el otro lado permiten que se muestre una película mientras otra se rebobina o, incluso, se compone directamente en la torre. Cada bobina requiere un motor propio para establecer un tensado adecuado para la película, puesto que tiene que viajar (relativamente) mucho más lejos entre el transporte del proyector y las bobinas. A medida que cada bobina gana o pierde la película, la tensión se tiene que revisar y ajustar periódicamente de forma que la película se pueda transportar dentro y fuera de las bobinas sin que se hunda ni se enganche.
En un sistema de platos, las bobinas de película de 20 minutos también se meten juntas como una gran bobina, pero la película se enrolla sobre una tabla giratoria horizontal llamada plato. Tres o más platos se apilan juntos para crear un sistema de platos. La mayoría de las placas en un sistema de platos estarán ocupadas por estampas de película; cualquier plato que esté vacío sirve de "bobina" para recibir la película que se reproduce desde otro plato.
La manera de pasar la película desde el plato al proyector no es diferente de un cartucho de audio de ocho pistas. La película se desenrolla del centro del plato a través de un mecanismo (denominado "unidad de pago") que controla la velocidad de rotación del plato, de forma que coincida con la velocidad de la película al ser pasada al proyector. La película se enrolla a través de una serie de carretes desde la pila de platos hasta el proyector, a través del proyector, y a través de otra serie de carretes de vuelta a la pila de platos y, después, al platillo, que sirve como carrete de adquisición.
Este sistema permite proyectar una película diversas veces sin necesidad de rebobinar. A medida que el proyeccionista va hilando el proyector para cada muestra, la "unidad de pago" se transfiere del plato a la plancha vacía y la película se reproduce de nuevo al plato del cual provenía. En el caso de una sesión doble, cada película pasa desde un plato entero hasta un plato vacío, cambiando posiciones a la pila del plato durante todo el día.

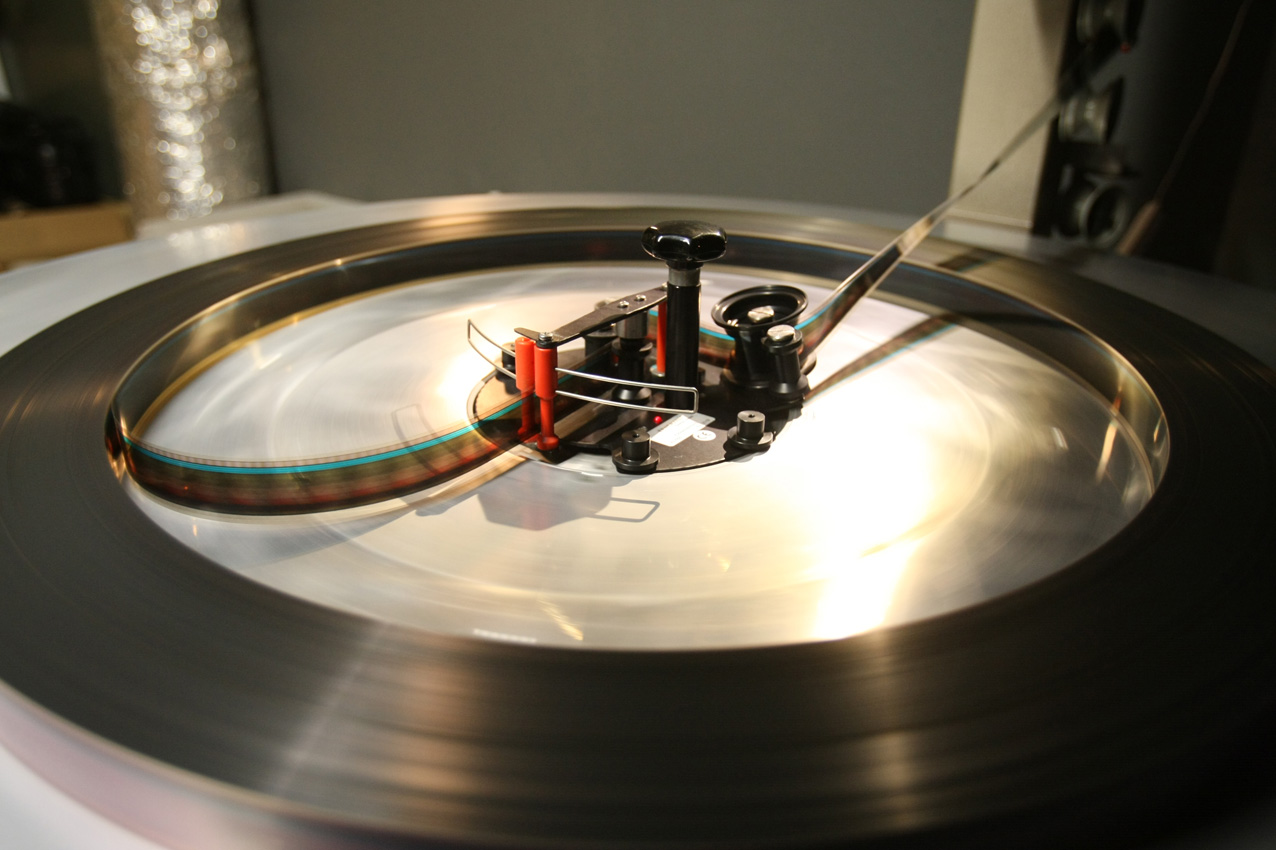
1. Royal - Malmö, #Suecia.

La ventaja de un plato es que no se tiene que rebobinar la película después de cada espectáculo, cosa que puede ahorrar mano de obra. El rebobinado corre riesgos de frotar la película contra sí misma, lo cual puede provocar rascaduras en la película y un desgarro de la emulsión que lleva las imágenes. Las desventajas del sistema de platos son que la película puede adquirir rascaduras en diagonal si no se tiene una cura adecuada mientras se hila la película desde el plato hasta el proyector, y la película tiene más posibilidades de recoger polvo y suciedad mientras grandes partes de la película están expuestas al aire. Una cabina de proyección limpia, mantenida a la humedad adecuada es de gran importancia, como también lo son los dispositivos de limpieza que pueden eliminar la suciedad de la impresión de la película a medida que se reproduce.

### Automatización y popularización del múltiplex
El sistema de una sola bobina puede permitir la automatización completa de las operaciones de la cabina de proyección, atendido el equipo auxiliar adecuado. Como las películas todavía se transportan en varias bobinas, se tienen que unir cuando se colocan en la bobina del proyector y se retiran cuando se quiere devolver la película al distribuidor. La automatización completa de la proyección ha llevado al cine “multiplex” moderno, un lugar único que contiene normalmente de 8 a 24 cines con solo unos cuántos técnicos de proyección y sonido. El multiplex también ofrece una gran flexibilidad al encargado del cine, puesto que permite que los cines proyecten la misma producción popular, además de un auditorio con horarios iniciales. También es posible, con el equipo adecuado instalado, "entrelazar", es decir, hilar una sola película a través de varios proyectores. Esto es muy útil cuando una película extremadamente popular genera una multitud de masas en los primeros días de su exhibición, puesto que permite que una sola película sirva a más clientes.

### Piñas de alimentación y extracción
Las piñas de alimentación y extracción son ruedas lisas con pinos triangulares llamadas ruedas dentadas, que se enganchan en las perforaciones en uno o ambos bordes del material film. Estas sirven para establecer el ritmo del movimiento del film a través del proyector y cualquier sistema de reproducción de sonido asociado.

### Bucle de película
Igual que con las cámaras de cine, el movimiento intermitente de la puerta requiere que haya bucles por encima y por debajo suyo para servir de amortiguador entre la velocidad constante aplicada por las ruedas superiores e inferiores, y el movimiento intermitente aplicado a la puerta. Algunos proyectores también tienen un pasador sensible por encima de la puerta, para evitar que el lazo superior se haga demasiado grande. Si el lazo toca el pasador, cerrará el doser y parará el motor para evitar que un bucle excesivamente grande bloquee el proyector.

### Placa de presión de la puerta de la película
Una placa de presión se usa para alinear la película en un plan de la imagen constante (que sea tan plano como perpendicular al eje óptico). También proporciona suficiente arrastre para evitar el movimiento de la película durante la proyección del fotograma, a la vez que permite el movimiento libre bajo control del mecanismo intermitente. La placa también dispone de corredores, para ayudar a aguantar el film mientras está en su lugar y para hacer que avance mientras se mueve.

### Mecanismo intermitente
El mecanismo intermitente se puede construir de diferentes maneras. Para proyectores de calibre más pequeño (8 mm y 16 mm), un mecanismo de trinquete engancha el agujero dentado de la película a un lado o a los dos lados. Este trinquete solo avanza cuando la película se tiene que trasladar al fotograma siguiente. A medida que el trinquete se retira para hacer el siguiente ciclo, este se recupera y no engancha la película. Esto es similar al mecanismo de las zarpas en una cámara de cine.
En los proyectores de 35 y 70 mm, normalmente hay una rueda especial justo debajo de la placa de presión, conocida como rueda intermitente. A diferencia del resto de ruedas dentadas del proyector, que funcionan continuamente, la rueda intermitente funciona junto con el obturador, y solo se mueve mientras el obturador está bloqueando la lámpara, de forma que no se puede ver el movimiento de la película. Se mueve a una cantidad de tiempo igual al número de perforaciones que forman un fotograma (4 por 35 mm, 5 por 70 mm). El movimiento intermitente de estos proyectores suele ser dado por un disco de Ginebra, también conocido como mecanismo de la Cruz de Malta.
Los proyectores IMAX utilizan el que se conoce como método de lazo rodante, en que cada fotograma es llevado a la puerta gracias a un vacío, y es posicionado, por pinos de registro, en las perforaciones correspondientes al fotograma determinado.

## Tipos
Los proyectores se clasifican según la medida de la película utilizada, es decir, el formato de la película. Medidas de películas típicas: 

### 8 mm
Utilizado durando mucho tiempo para películas domésticas antes de la cámara de vídeo, esta utiliza ruedas dentadas de película de 16 mm, que se corre por la cámara, exponiendo un lado, después retirándola de la cámara, los carretes de enganche y alimentación se cambian, y la película se pasa por segunda vez, exponiendo la otra cara. La película de 16 mm se divide longitudinalmente en dos piezas de 8 mm, que se repliegan para hacer una sola película proyectable con agujeros en un lado.

### Súper 8
Desarrollada por Kodak, esta película utiliza agujeros dentados muy pequeños, próximos al borde, que permiten utilizar más película para las imágenes; lo cual aumenta la calidad de la imagen. El film no expuesto se suministra a la anchura de 8 mm, pero no dividido durante el proceso, como la otra película de 8mm. Se podían añadir rayas magnéticas para añadir sonido codificado que se podía añadir después del desarrollo del film. La película también se podía pre-tachar para la grabación de sonido directo en cámaras adecuadas para su proyección posterior.

### 9,5 mm
Formato de película introducido por Pathé Frères el 1922, como parte del sistema de cine amateur Pathé Baby. Se concibió inicialmente como un formato barato para proporcionar copias de películas realizadas comercialmente a los usuarios domésticos. El formato utiliza una única perforación central (agujero dentado) entre cada par de fotogramas, en contraposición a la película de 8 mm, que presenta perforaciones por un lado y la mayoría de formatos de película, que presentan perforaciones a cada lado del fotograma. Se hizo muy popular en Europa durante las siguientes décadas y, en la actualidad, continúa siendo utilizado por un reducido número de entusiastas. Se produjeron y vendieron más de 300.000 proyectores, principalmente en Francia e Inglaterra, y muchos filmes comerciales estaban disponibles en este formato. En los años 60 se estaban produciendo los últimos proyectores de este formato. El calibre continúa vivo todavía hoy. Los proyectores de 16 mm se pueden convertir a 9,5 mm; y todavía es posible comprar película (de la compañía francesa Color City).

### 16 mm
Este era un formato popular para uso audiovisual en las escuelas, y como sistema de entretenimiento al hogar de alta gamma, antes de la llegada de la televisión. En los telediarios de televisión, se utilizaba película de 16 mm antes de la aparición de las noticias electrónicas. El contenido doméstico más popular eran unos cortos cómicos (normalmente de menos de 20 minutos de duración en el lanzamiento original) y paquetes de dibujos animados antes vistos en las salas de cine. Actualmente, la película de 16 mm es ampliamente utilizada como formato para cortometrajes, funciones independientes y vídeos musicales, siendo una alternativa relativamente económica a los 35mm. La película de 16 mm era un formato popular utilizado para la producción de programas de televisión, hasta la era de la televisión de alta definición (HDTV).

### 35 mm
Los 35 mm son la medida cinematográfica más común para producciones durante el siglo XX. De hecho, la cámara de 35 mm desarrollada por Leica, muy común, fue diseñada para utilizar esta película y, originalmente, fue destinada a la realización de fotografías de prueba para directores de cine y cinematógrafos.
La película de 35 mm, normalmente pasa verticalmente a través de la cámara y el proyector. A mediados de los años cincuenta, el sistema VistaVision presentaba películas en pantalla grande, en las cuales la película se movía horizontalmente, permitiendo que se utilizara mucha más película para la imagen, puesto que se evitaba la reducción anamórfica de la imagen para que se ajustara a la anchura del fotograma. Puesto que esto requería proyectores específicos, este sistema resultó infructuoso en gran medida como método de presentación; pero sí que resultó atractivo como filmación, intermedio y fuente para la impresión de producción, y como paso intermedio en los efectos especiales para evitar la granularidad de la película, a pesar de que esto último ahora es sustituido por métodos digitales.

### 75 mm
Las producciones de películas de gamma alta se producían a menudo en este formato en cincuenta y sesenta, y muchos cines de pantalla muy grande todavía son capaces de proyectarlo al siglo XXI. A menudo se conoce como 65/70, puesto que la cámara utiliza película de 65 mm, pero las impresiones de proyección son de 70 mm. Los cinco milímetros adicionales de película acogían la banda sonora, normalmente una franja magnética de seis pistas. La instalación más habitual del cine utilizaba proyectores de 35/70 mm de doble calibro.
La película de 70 mm también se utiliza tanto en el sistema plano y abovedado de proyección IMAX. En IMAX, la película se transporta horizontalmente a la puerta de la película, similar al VistaVision. Algunas producciones previstas por la liberación anamórfica de 35 mm, también se lanzaron usando película de 70 mm. Un estampado de 70 mm realizado a partir de un negativo de 35 mm es mucho mejor en apariencia que un proceso total de 35 mm, y permite un lanzamiento con audio magnético de 6 pistas.
La llegada de las impresiones de 35 mm con bandas sonoras digitales en los años 90 sustituyeron en gran medida la generalización de los 70 mm más caros.

## Sonido
Independientemente del formato de sonido, cualquier sonido representado en la imagen cinematográfica no será el sonido para el fotograma que ocupa. En la puerta del cabo del proyector no hay espacio para el lector, y la película no viaja de forma suave a la posición de la puerta. En consecuencia, todos los formatos de sonido ópticos se tienen que compensar con la imagen, porque el lector de sonido se sitúa generalmente encima (para lectores magnéticos y en la mayoría de lectores ópticos digitales) o debajo (para lectores ópticos analógicos y unas cuántas ópticas digitales) del cabezal del proyector.
Ved el artículo de película de 35 mm para obtener más información sobre métodos digitales y analógicos.

### Sonido óptico analógico
El sonido óptico consiste en la grabación y la lectura de la amplitud, basada en la cantidad de luz que se proyecta a través de la zona de banda sonora sobre una película mediante una luz o láser iluminador, y una fotocélula o fotodiodo. A medida que la fotocélula recoge la luz en diferentes intensidades, la electricidad producida es intensificada por un amplificador, que a su vez alimenta un altavoz, donde los impulsos eléctricos se convierten en vibraciones de aire y, por lo tanto, en olas sonoras. En el 16 mm, esta banda sonora óptica es una única pista mono ubicada en la parte derecha de la imagen proyectada, y la cabecera del sonido se encuentra en 26 fotogramas después de la puerta. En el 35 mm, puede ser mono o estéreo, y se sitúa en la parte izquierda de la imagen proyectada, con la cabecera del sonido, 21 fotogramas después de la puerta.
La primera forma de sonido óptico estaba representada por bandas horizontales de área clara (blanco) y sólida (negra). El espacio entre los puntos sólidos representaba amplitud y era recogido por la célula fotoeléctrica a la otra banda de un haz de luz constante y delgado que brillaba. Esta forma de densidad variable del sonido se acabó eliminando debido a su incompatibilidad con los colores. La alternativa y, finalmente, la sucesora de la densidad variable, ha sido la pista de área variable, en que una forma de ola vertical clara y negra, representa el sonido, y la anchura de la forma de ola equivale a la amplitud. El área variable tiene una respuesta de frecuencia ligeramente inferior a la de la densidad variable debido a la absorción de infrarrojos de grano, y variable de varias películas, la densidad variable tiene una relación señal-ruido menor.
El estéreo óptico se graba y se lee a través de una pista de área variable bilateral. La codificación de la matriz Dolby MP se utiliza para añadir canales adicionales más allá de la pareja estéreo. Los canales izquierda, centro, derecho y los envolventes, se codifican en matriz a las dos pistas ópticas y se descodifican mediante equipos con licencia.
En los años setenta y principios de los ochenta, las copias de sonido óptico de Super-8 mm se produjeron, principalmente, para películas aéreas. A pesar de que esta tecnología pronto quedó obsoleta por los equipos de vídeo, la mayoría de películas de pequeño calibre utilizaban sonido magnético en lugar de sonido óptico para un rango de frecuencia más alto.

### Sonido magnético
El sonido magnético ya no se utiliza en el cine comercial, pero entre 1952 y principios de los 90 (cuando el sonido óptico de la película digital lo hizo obsoleto) proporcionó el sonido de más fidelidad de la película, gracias a su rango de frecuencia más amplio y una relación de señal-ruido superior respecto al sonido óptico. Hay dos formas de sonido magnético en la proyección: doble ninguno y rayas.
La primera forma de sonido magnético fue el sistema de doble cabezal, en el cual el proyector de películas estaba entrelazado con un dubber que tocaba un carrete de 35 mm de capa completa, o película recubierta completamente con óxido de hierro magnético. Se introdujo el 1952 con Cinerama, con seis pistas de sonido estereofónicas. Los lanzamientos estereofónicos a lo largo del 1953 también utilizaron una capa completa entrelazada para el sonido estereofónico de tres canales.
En el entrelazado, puesto que el sonido se encuentra en una bobina separada, no hace falta que se compense con la imagen. Hoy en día, este sistema se utiliza normalmente solo para producciones de estudiantes de bajo presupuesto o de estudiantes, o para la proyección de recortes de películas aproximadas antes de la creación de una impresión matrimonial final. La sincronización entre las dos bobinas se comprueba con el líder SMPTE, también conocido como líder atrás. Si las dos bobinas están sincronizadas, tendría que haber un fotograma de sonido "beep" exactamente al fotograma "2" de la cuenta atrás - 2 segundos o 48 fotogramas antes de empezar la película.
La película magnética rallada, es una película cinematográfica en la cual se colocan "rayas" de óxido magnético entre los agujeros dentados y el borde de la película, y a veces también entre los orificios dentados y la imagen. Cada una de estas rayas tiene un canal de audio grabado encima. Esta técnica fue introducida por primera vez en septiembre de 1953 por Hazard E. Reeves para Cinemascope . Hay cuatro pistas presentes en la película: Left, Center, Right y Surround. Este formato de sonido magnético de cuatro pistas de 35 mm se utilizó desde 1954 hasta 1982 para proyecciones "roadshow" de largometrajes de gran presupuesto.
La película de 70 mm, que no tenía sonido óptico, utilizaba los 5 milímetros ganados entre los 65 mm negativos, y el lanzamiento final para colocar tres pistas magnéticas fuera de las perforaciones a cada lado de la película, para un total de seis pistas. Hasta la introducción del sonido digital, era bastante habitual, para las películas de 35 mm, que se exportaran a menudo a 70 mm, solo para aprovechar el mayor número de pistas de sonido y la fidelidad del audio.
A pesar de que el audio magnético era de excelente calidad, también presentaba importantes desventajas. Las impresiones de sonido magnético eran caras; las impresiones magnéticas de 35 mm costaban aproximadamente el doble que las de sonido ópticas, mientras que las de 70 mm podrían costar hasta 15 veces más que las de 35 mm. Además, la capa de óxido se desgastaba más rápidamente que la película misma, y las pistas magnéticas eran propensas a daños y borrados accidentales. Debido al elevado coste de la instalación de equipos de reproducción de sonido magnético, solo una minoría de salas de cine lo instaló, y los audífonos magnéticos necesitaban un mantenimiento considerable para mantenerse en el nivel estándar. Como consecuencia, el uso del formato de sonido magnético Cinemascope de 35 mm de cuatro pistas, disminuyó significativamente durante los años sesenta y recibió una dura competencia por el formato de codificación óptica Dolby SVA. Aun así, la película de 70 mm se continuó utilizando para prestigiosas proyecciones "roadshow" hasta que la introducción del sonido digital en películas de 35 mm a principios de los años 90 eliminó una de las principales justificaciones para utilizar este costoso formato.
En determinadas películas de Super 8 y 16 mm, se añadió una tira de grabación de sonido de óxido de hierro para la grabación de sonido sincrónico directo, que después podía ser reproducido por proyectores con un cabo de sonido magnético. Desde entonces, Kodak lo suprimió en los dos calibres.

### Sonido digital
Los sistemas cinematográficos modernos utilizan representaciones ópticas de sonido multicanal codificado digitalmente. Una ventaja de los sistemas digitales es que la compensación entre los cabezales de sonido y de imagen se puede variar, y después configurar con los procesadores digitales. Los cabos de sonido digitales suelen estar por encima de la puerta. Todos los sistemas de sonido digitales que se utilizan actualmente, tienen la capacidad de retroceder de forma instantánea al sistema de sonido óptico analógico, en caso de que los datos digitales sean corruptos o que todo el sistema falle.

### Sonido digital de cine (CDS)
Creado por Kodak y ORC (Optical Radiation Corporation), el sonido de cine digital (Cine Digital Sound), fue el primer intento de aportar sonido digital multicanal a los cines de primera. El CDS estaba disponible en ambas películas de 35 mm y 70 mm. Las impresiones de películas equipadas con CDS no tenían las bandas sonoras ópticas o magnéticas analógicas convencionales para servir de copia de seguridad en caso de que el sonido digital fuera ilegible. Otra desventaja de no tener una pista de copia de seguridad analógica es que los CDS necesitaban impresiones de películas adicionales para los cines equipados para reproducir CDS. Los tres formatos que siguieron, Dolby Digital, DTS y SDDS, pueden coexistir entre ellos y la banda sonora óptica analógica en una sola versión de la película. Esto quiere decir que se puede reproducir una película que tenga estos tres formatos (y el formato óptico analógico, normalmente Dolby SR) en el formato que el cine esté equipado. El CDS no consiguió un uso generalizado y, finalmente, fracasó. Se estrenó con la película Dick Tracy y se utilizó con varias otras películas, como Days of Thunder y Terminator 2: Judgment Day.

### Sonido digital dinámico de Sony (SDDS)
El SDDS (Sony Dynamic Digital Sound), se encuentra en el exterior de la película de 35 mm, entre las perforaciones y los bordes, en las dos bordes de la película. Fue el primer sistema digital que pudo gestionar hasta ocho canales de sonido. Las dos pistas adicionales son para un par de canales de pantalla adicionales (el centro izquierdo y derecho centro) situados entre los 3 canales de pantalla regulares (izquierda, centro y derecho). Un par de CCD ubicados en una unidad encima del proyector, leen las dos pistas SDDS. La información se descodifica y descomprime antes de pasarla al procesador de sonido del cine. De manera predeterminada, las unidades SDDS utilizan un procesador de sonido Sony Cine a bordo y, cuando el sistema está configurado de este modo, se puede igualar todo el sistema de sonido del teatro en el dominio digital. Los datos de audio de una pista SDDS se comprimen en el esquema de compresión ATRAIGO2 de 20 bits a una proporción de aproximadamente 4,5: 1. El SDDS se estrenó con la película Last Action Hero, y fue el que menos éxito comercial tuvo de entre los tres sistemas de sonido digital de competencia para películas de 35 mm. Sony acabó con la venta de procesadores SDDS el 2001-2002.

### Dolby Digital
Los datos de Dolby Digital se imprimen en los espacios entre las perforaciones del lado de la banda sonora de la película, 26 fotogramas antes de la imagen. Las impresiones de lanzamiento con Dolby Digital siempre incluyen una banda sonora Dolby Stereo analógica con reducción de ruido Dolby SR, por lo cual se conocen como impresiones Dolby SR-D. Dolby Digital produce 6 canales discretos. Los datos de audio de una pista Dolby Digital se comprimen en el esquema de compresión AC-3 de 16 bits, a una proporción de aproximadamente 12: 1. Las imágenes entre cada perforación son leídas por un CCD situado encima del proyector o en el cabezal de sonido analógico regular, por debajo de la puerta de la película, un retraso digital dentro del procesador que permite lograr una sincronización de labios correcta independientemente de la posición del lector en relación con la puerta de la imagen. La información se descodifica, se descomprime y se convierte en analógica; esto puede pasar en un procesador Dolby Digital separado, que alimenta señales al procesador de sonido del cine, o bien se puede integrar una descodificación digital al procesador de cine. Una desventaja de este sistema se da cuando impresión digital no se encuentra totalmente dentro del espacio que hay entre los orificios dentados; si la pista estuviera un poco fuera en la parte superior o inferior, la banda sonora no se reproduciría y habría que ordenar una bobina de repuesto.
En el 2006, Dolby dejó de vender su procesador externo SR-D (el DA20), pero incluyó la descodificación Dolby Digital en sus procesadores de cine CP500 y posteriormente CP650.
Una versión de consumo de Dolby Digital también se utiliza en la mayoría de DVD, a menudo a tasas de datos más elevados que la película original. La versión de bit por bit se utiliza en discos Blu-ray y Dvdes de alta definición denominados Dolby TrueHD. Dolby Digital se estrenó oficialmente con la película Batman Returns, pero se probó antes en algunas proyecciones de Star Trek VI: The Undiscover Country.

### Sistemas digitales de teatro (DTS)
DTS (Digital Theater Systems) realmente almacena la información de sonido en CD-ROM separados, suministrados con la película. Los CD se incorporan a un ordenador especial y modificado, que se sincroniza con la película mediante el uso del código de tiempo DTS, descomprime el sonido y lo pasa a un procesador de cine estándar. El código de tiempo se sitúa entre las pistas de sonido ópticas y la imagen, y se lee por un LED óptico ante la puerta. El código de tiempo es, en realidad, el único sistema de sonido que no se compensa a la imagen, pero todavía se tiene que compensar físicamente por ante la puerta, para mantener el movimiento continuo. Cada disco puede aguantar algo más de 90 minutos de sonido, de forma que las películas más largas requieren un segundo disco. Existen tres tipos de sonido DTS: DTS-SE (Extended Surround), un sistema digital de 8 canales; DTS-6, un sistema digital de 6 pistas y un sistema de 4 canales obsoleto. DTS-SE obtiene un canal rodeando posterior de los canales envolventes izquierdo y derecho a través del Dolby Pro Logic . Los datos de audio de una pista DTS se comprimen en el esquema de compresión APTX-100 de 20 bits, a una proporción de 4: 1.
De los tres formatos digitales que se utilizan actualmente, el DTS es el único que se ha utilizado con películas de 70 mm. El DTS se estrenó con Jurassic Park. Datasat Digital Entertainment, comprador de la división de cine de DTS en mayo de 2008, distribuye Datasat Digital Sound a cines profesionales de todo el mundo. En algunos DVD hay disponible una versión de consumo de DTS y se utilizó para emitir TV estéreo antes de la TV. La versión para bits de la banda sonora DTS se encuentra en discos Blu-ray y Dvdes HD llamados DTS-HD MI (DTS-HD Master Audio).

## Encabezamientos
El encabezamiento de la Academia se coloca al frente de las películas de lanzamiento que contienen información para el proyeccionista y presentan números que son negros en un fondo claro, contando de 11 a 3 a 16 intervalos de fotogramas (16 fotogramas en la película de 35 mm = 30 cm). A 3'6 metros hay un fotograma de INICIO.
El encabezamiento de SMPTE se sitúa al frente de las impresiones de publicación o másteres de vídeo, que contienen información para la tecnología de reproducción de vídeo o de proyección. Los números se reducen en segundos, de 8 a 2 a 24 intervalos de fotogramas, acabando al primer fotograma del "2", seguido de 47 fotogramas de negro.
Normalmente hay un audio POP que se reproduce en 48 fotogramas (2 segundos a 24 fotogramas por segundo) antes del primer marco de acción (FFOA), que ayuda a sincronizar el audio y el vídeo durante los procesos de impresión o postproducción.

## Tipos de lentes y pantallas

### Esférica
La mayoría de las lentes cinematográficas son esféricas. Las lentes esféricas no distorsionan la imagen intencionadamente. Solo es usado para proyecciones de pantalla ancha estándar y recortada y, junto con un adaptador anamórfico para proyecciones anamórficas de pantalla ancha, la lente esférica es el tipo de lente de proyección más común y versátil.

### Anamórfica
El rodaje anamórfico utiliza solo lentes especiales, y no requiere de ninguna otra modificación en la cámara, el proyector y el engranaje intermedio. La imagen de pantalla ancha prevista se comprime ópticamente, utilizando elementos cilíndricos adicionales dentro de la lente, de forma que cuando la imagen comprimida tope con la película, coincida con la medida estándar del fotograma de la cámara. En el proyector, una lente correspondiente reestablece la ampliación de aspecto que se puede ver en la pantalla. El elemento anamórfico puede ser un adjunto a las lentes esféricas existentes.
Algunos formatos anamórficos utilizaban una relación de aspecto más cuadrada (1,18: 1 vs. proporción Academia 1,375: 1) en el cine, para alojar pistas más magnéticas y / o ópticas. Se han comercializado varias implementaciones anamórficas bajo varias marcas, como Cinemascope, Panavision y Superscope, con Technirama implementando una técnica anamorfa ligeramente diferente, mediante la expansión vertical del film en lugar de compresión horizontal. Los procesos anamórficos de gran formato incluyeron Ultra Panavision y MGM Camera 65 (que se rebautizó Ultra Panavision 70 a principios de los años 60). A veces se denomina "scope" a anamórfico en el lenguaje de proyección cinematográfica, presumiblemente en referencia a Cinemascope.

### Ojo de pez con cúpula
El método de proyección de cúpula IMAX (denominado "OMNIMAX") utiliza película de 70 mm, que discurre lateralmente por el proyector para maximizar el área de la imagen, y las lentes de ángulo amplio, para obtener una imagen casi semiesférica. El campo de visión se inclina, igual que el hemisferio de proyección, de forma que se puede ver una parte del suelo en primer plano. Debido a la gran área cubierta por la imagen, no es tan brillante como se puede ver con proyección de pantalla plana, pero las calidades inmersivas son fuerza convincentes. A pesar de que no hay muchos cines capaces de mostrar este formato, hay producciones habituales en los campos de la natura, los viajes, la ciencia y la historia, y se pueden ver producciones en la mayoría de las grandes ciudades urbanas. Estos cines de cúpula se encuentran principalmente en grandes y prósperos museos de ciencias y tecnología.

### Pantalla ancha plana y profunda
El sistema de pantalla plana IMAX utiliza películas de gran formato, una pantalla amplia y profunda, y asientos próximos y bastante empinados. El efecto consiste en llenar el campo visual en un grado más grande del que es posible con los sistemas convencionales de pantalla ancha. Igual que la cúpula IMAX, esta se encuentra en las grandes zonas urbanas, pero a diferencia del sistema de cúpulas, es práctico reformatear los estrenos de películas existentes con este método.

### Múltiples cámaras y proyectores
Un gran desarrollo de gran pantalla durante la década de 1950 utilizó proyección no anamórfica, pero utilizó proyectores sincronizados de lado a lado. Se denominaba Cinerama. Las imágenes se proyectaban a una pantalla curva extremadamente amplia. Se dijo que algunas costuras eran visibles entre las imágenes, pero se compensó con el relleno casi completo del campo visual. Esto mostró cierto éxito comercial como exposición limitada (solo en las grandes ciudades) de la tecnología en This is Cinerama, pero la única película de narración histórica memorable hecha para esta tecnología fue How West Was Won, ampliamente vista solo en su relanzamiento Cinemascope.
A pesar de que no tiene un éxito comercial ni un éxito comercial, este modelo de negocio pervive, puesto que se implementó en la producción documental, las ubicaciones de estreno limitado, y las exposiciones de larga duración de películas de la cúpula IMAX.

## Tridimensional
Si queréis saber más sobre técnicas utilizadas para visualizar imágenes con aspecto tridimensional, ved el artículo de película en 3-D, para una historia de la película, y el artículo de estereoscopia para obtener información técnica.